# Spruzza, sparisci e spara
Spruzza, sparisci e spara (Now You See Him, Now You Don't) è un film commedia fantastica statunitense del 1972 prodotto dalla Walt Disney Productions e diretto da Robert Butler. Il film è il seguito del Computer con le scarpe da tennis (1969) e avrà per seguito L'uomo più forte del mondo (1975).

## Trama
La vicenda si svolge a Medfield, una piccola università americana, nei primi anni settanta. L'università ha un debito di 50.000 dollari col gangster A.J.Arno e il rettore Higgins ritiene di rifonderlo vendendo ad Arno alcune proprietà dell'università e tagliando i fondi di ricerca al laboratorio scientifico. Gli studenti, capeggiati da Dexter Riley, scoprono che Arno intende utilizzare le proprietà dell'università per aprirvi un casinò. Gli studenti sperano di poter ripagare il debito vincendo il premio Forsythe riservato all'università che ha prodotto nel corso dell'anno la migliore ricerca scientifica.
Nel corso dei suoi esperimenti di fisica sull'invisibilità, Dexter ottiene casualmente un liquido che rende invisibili gli oggetti sui quali viene spruzzato. Dexter ritiene che la scoperta possa far vincere a Medfield il premio Forsythe e spinge con lusinghe il prof. Higgins a battersi per far ammettere l'università fra le concorrenti al premio. Grazie al liquido invisibile gli studenti riescono a trasformare il rettore in un campione di golf mettendolo in buona luce presso Forsythe, il mecenate finanziatore del premio e fanatico del golf, ottenendo così l'ammissione al concorso.
Il gangster Arno scopre tuttavia il segreto degli studenti: sottrae il liquido che rende invisibili e se ne serve per compiere un grosso furto alla Banca di Medfield. Gli studenti con l'aiuto della polizia riescono a far catturare i malviventi e ottengono infine in extremis il premio Forsythe che permetterà all'università di Medfield di sopravvivere, almeno per un anno.